# Arthur Wellesley, Marquês Douro
Arthur Gerald Wellesley, Marquês Douro (31 de janeiro de 1978), é o filho mais velho de Charles Wellesley, 9.º Duque de Wellington e herdeiro do Ducado de Wellington. Através de sua mãe, a princesa Antônia da Prússia, ele é um descendente da rainha Vitória, tataraneto do cáiser Guilherme II da Alemanha, e está na linha de sucessão ao trono britânico. Os Wellesleys são uma aristocrática família anglo-irlandesa.
Foi educado em Eton College e mais tarde em Christ Church, na Universidade de Oxford, em 1996. Ele se casou com a artista e ex-modelo Jemma Kidd, bisneta de Lord Beaverbrook, em 4 de junho de 2005, na Igreja de St. James em Barbados. Após seu casamento, Jemma adquiriu o título de condessa de Mornington.

Lorde Mornington e sua esposa anunciaram que estavam esperando gêmeos, com nascimento em janeiro de 2010. Lady Mornington deu à luz uma menina e um menino, Lady Mae Madeleine e Arthur Darcy, que leva o título de cortesia de Conde de Mornington. Os gêmeos nasceram em 4 de janeiro de 2010, no Hospital Chelsea e Westminster. Lorde Douro e seu filho tem o direito de suceder ao Ducado de Wellington, ao Ducado da Vitória, e ao título de Príncipe de Waterloo, enquanto ele e seus dois filhos têm o direito de suceder ao Ducado de Ciudad Rodrigo.
Lord e Lady Douro tem gêmeos e um filho mais novo:
Lord Douro é o herdeiro ao Ducado de Wellington, ao Ducado da Vitória, ao Ducado de Ciudad Rodrigo e ao título de Príncipe de Waterloo. Os dois primeiros títulos só pode ser herdada na linha masculina, enquanto que o penúltimo também pode recair sobre filhas do titular.
- Mae Madeleine (nascida em 4 de janeiro 2010).
- Arthur Darcy, Conde de Mornington (nascido em 4 de janeiro 2010).
- Alfred (nascido em 10 dezembro 2014).

## Títulos e estilos
- 31 de janeiro de 1978 - 30 de dezembro de 2014: Conde de Mornington
- 31 de dezembro de 2014 - presente: Marquês de Douro
- 10 de março de 2010 - Presente (em Espanha): Excelentísimo Señor Don Arthur Wellesley
- 1978 - presente (na Holanda e na Bélgica): De hoogwelgeboren heer Jonkheer Arthur Wellesley